# Cornelia von Fürstenberg
Cornelia von Fürstenberg (geb. Pollak; * 1983 in Rosenheim) ist eine deutsche Schauspielerin.

## Leben
Pollak studierte von 2004 bis 2008 Schauspiel an der Otto-Falckenberg-Schule in München, wo sie mit dem Schauspieldiplom abschloss.
Während ihrer Ausbildung trat sie an den Münchner Kammerspielen (2006–2007), am Akademietheater München (2007; als Karoline in Kasimir und Karoline) und am Residenztheater München (2008) auf.
2007 erhielt sie den Ensemble-Preis der Bayerischen Theatertage (als Ensemblemitglied bei Der Wolf ist tot, Münchner Kammerspiele, Regie: Stefan Otteni) und den Ensemblepreis beim Theatertreffen der deutschsprachigen Schauspielschulen.
Nach Abschluss der Schauspielausbildung erhielt sie 2008 ihr erstes Festengagement am Theater Kanton Zürich, wo sie bis 2010 blieb. Zu ihren Rollen in Zürich gehörten u. a. das Mädchen in Bluthochzeit (2008), Roxane in Cyrano de Bergerac (2009), Diamante in Die Riesen vom Berge (2009), Eve in Der zerbrochne Krug (2009) und Hero in Viel Lärm um Nichts (2010).
Seit der Spielzeit 2010/11 gehört sie zum Festensemble am Kleinen Theater – Kammerspiele Landshut. An den Kammerspielen Landshut spielte sie in der Spielzeit 2010/11 die Rolle der Frida in Ibsens Schauspiel John Gabriel Borkmann (Regie: Sven Grunert), außerdem die Frau in Chronik der Zukunft von Swetlana Alexijewitsch unter der Regie von Matthias Eberth. Weitere Rollen waren dort u. a. die Clarice in Arlecchino. Der Diener zweier Herren (Premiere: Spielzeit 2012/13) und Laura Wingfield in Die Glasmenagerie (Premiere: Spielzeit 2013/14). 2015 gastierte sie am Theater an der Rott in der Titelrolle von Ibsens Nora und im Theater Hofspielhaus München (als Mathilde in Schwestern von Theo Fransz, Regie: Stefanie von Poser). Seit April 2018 spielt sie die Anette in der Erfolgsproduktion Der Gott des Gemetzels in baierischer Sprache am Theater „Heppel und Ettlich“ in München (Regie: Johannes Rieder, Übersetzung: Sebastian Edtbauer).
Cornelia von Fürstenberg arbeitete auch für Kino und Fernsehen. Erste Film- und Fernsehrollen hatte sie u. a. als Krankenschwester in Marcus H. Rosenmüllers Kinofilm Räuber Kneißl (2008) und in der Fernsehserie Um Himmels Willen (2011; Regie: Ulrich König).
Beim Bayerischen Rundfunk wirkte sie 2012 in der Fernsehreihe Der Komödienstadel in dem Volksstück Die fromme Helene (Aufzeichnung im Februar 2012 im BR-Studio in Unterföhring) mit; sie spielte Peggy Rutzmoser, die neue, junge Pfarrhaushälterin und Nichte des Pfarrers.
In der ZDF-Krimiserie Die Rosenheim-Cops ist sie seit 2015 in der wiederkehrenden Serienrolle der Christiane Häberlein zu sehen, die in mehrere Mordfälle verwickelt ist und die gerade immer dort eine neue Anstellung gefunden hat, wo sich kurz darauf ein Mord ereignet. Sie war die Rathausmitarbeiterin des Bürgermeisters von Ganting (Jürgen Tonkel) in der Folge Wahlkampf in Ganting (Erstausstrahlung: November 2015), die Sekretärin eines Rosenheimer Bauunternehmers in der Folge Der falsche Mann (Erstausstrahlung: Februar 2016), die Bedienung in der Rosenheimer Traditionsgaststätte „Glockenwirt“ in der Folge Tod einer Heuschrecke (Erstausstrahlung: Januar 2017), die ehemalige Haushälterin und Geliebte des Baumarktlöwen Wilhelm König in der Folge Die Erben des Herrn König (Erstausstrahlung: Februar 2019), Joes neue, vorläufig festgenommene Servicekraft im „Times Square“ in der Folge Eine Neue für Jo (Erstausstrahlung: Februar 2021), die Geschäftsführerin eines Rosenheimer Ladens für edle Trachtenmode in der Folge Wer rechnet schon mit Mord (Erstausstrahlung: Dezember 2021) und die Haushälterin eines durch Gift getöteten Rosenheimer Fruchtsaftfabrikanten in der Folge  Stockls Verdacht (Erstausstrahlung: Oktober 2024).
Cornelia von Fürstenberg lebt mit ihrer Familie in München.

## Filmografie (Auswahl)
- 2008: Räuber Kneißl (Kinofilm)
- 2011; 2021: Um Himmels Willen (Fernsehserie; Episodenrollen, 2 Folgen)
- 2012: Der Komödienstadel – Die fromme Helene (Fernsehreihe, Theateraufzeichnung)
- 2015–2024: Die Rosenheim-Cops (Fernsehserie; Serienrolle, 7 Folgen)